# Fissidens horikawanus
Fissidens horikawanus là một loài Rêu trong họ Fissidentaceae. Loài này được Shin mô tả khoa học đầu tiên năm 1964.